# Therese Benedek
Therese Benedeck  fue una psicoanalista, investigadora y educadora. Trabajaba en Alemania y Estados Unidos, reconocida por su trabajo en la medicina psicosomática, desarrollo psicosocial de las mujeres, disfunciones sexuales, y relaciones familiares. Fue parte de la administración del Instituto Chicago de Psicoanálisis desde 1936 hasta 1969.

## Primeros años y educación
Therese Friedmann nació el 8 de noviembre de 1892 en Eger, Hungría, hija de una familia judía. Sus padres fueron Ignatius Friedmann y Charlotte Link Friedmann, Therese tenía 1 hermano y 2 hermanas. Cuando tenía 6 años, su familia se mudó a Budapest. Fue la única de sus hermanos que recibió educación universitaria, graduándose de la Universidad de Budapest con un doctorado en medicina en 1916.

## Carrera
Benedek había decidido estudiar inicialmente la carrera de Psicología Infantil y estudiar los efectos de la separación materna en las emociones infantiles. Comenzó a trabajar en 1918 como médico auxiliar en la Clínica Pediátrica de la Universidad St. Elizabeth en Bratislava. Abandonó el cargo en 1919 y se casó poco después con Tibor Benedek, un estudiante de medicina. Habiendo asistido a cursos de lectura del psicoanalista húngaro  Sándor Ferenczi, un asociado de Sigmund Freud, durante sus días universitarios, decidió cambiar su carrera a psicoanalista. Se sometió a un análisis de capacitación de cinco meses con Ferenczi antes de salir de Budapest.
En 1920 ella y su esposo se mudaron en Alemania para escapar de la agitación política en Hungría. En 1920 se volvió médico auxiliar en la Clínica Neurológica-Psiquiátrica de la Universidad de Leipzig. En 1921, como Miembro de la Sociedad Psicoanalítica de Berlín, abrió el primer Instituto Psicoanalítico privado de la ciudad de Leipzig, convirtiéndose así en analista de entrenamiento. De 1933 a 1935 fue analista de entrenamiento y supervisora en el Instituto Psicoanalítico de Berlín.
Aunque era el principal blanco del Partido Nazi, que tomó el poder de Alemania en la década de los 30, por ser judía, Benedek no sentía la necesidad de emigrar, ya que se consideraba a sí misma húngara en vez de judía. Sin embargo, en 1936 su esposo la convenció de dejar Alemania y aceptó la oferta de Franz Alexander de trabajar como Analista de Entrenamiento en el Instituto Chicago de Psicoanálisis.  Benedek era parte del personal del Instituto, participando en la enseñanza, supervisando y haciendo estudios en él, por los siguientes 34 años. Adquirió su licencia médica estadounidense en 1937 y su ciudadanía estadounidense en 1943. Su esposo ingresó a la Escuela de Medicina de la Universidad del Noroeste.

## Investigación
Se dice que Benedek "desempeñó un papel central en el desarrollo del psicoanálisis en los Estados Unidos".  Influenciado por las teorías de la Histeria promulgadas por Freud, su investigación inicial había buscado un vínculo entre los factores psicológicos y endocrinos para muchos problemas, como la ansiedad, agresión y diabetes. En los Estados Unidos, trabajando con el endocrinólogo Boris B. Rubinstein, ella condujo estudios extensivos en la correlación entre la ovulación y las emociones femeninas, dando como resultado el libro publicado en 1942 llamado The Sexual Cycle in Women (El Ciclo Sexual en la Mujer). Benedek exploró un vínculo entre el ciclo de estrógeno/progesterona y el deseo de una mujer de tener relaciones sexuales, nutrir un embarazo y criar hijos. También describió la lucha de la mujer "moderna" con su papel maternal natural. El análisis de Benedek de la "madre moderna no-madre" fue ampliamente elogiado e incluido en la psicología y los manuales de enseñanza médica.
Benedek también estudió los efectos de la igualdad de género y la democracia en las relaciones entre cónyuges y sus hijos. Su obra hecha en 1949 llamada Parenthood as a Developmental Phase: A contribution to the libido theory rejected (La paternidad como fase de desarrollo: una contribución a la teoría de la libido) rechazó la teoría predominante que decía que el desarrollo psicológico paraba después de la adolescencia; Benedek mantuvo que continuaba a través de la paternidad.  Ella publicó más investigaciones sobre la paternidad, las relaciones familiares y la depresión en sus setenta años, y siguió viendo a los pacientes de forma privada después de su retiro del Instituto de Chicago de Psicoanálisis en 1969.

## Afiliaciones
En Alemania, Benedek fue miembro de la Sociedad Psicoanalista de Berlín. En los Estados Unidos, perteneció a organizaciones psicoanalistas nacionales e internacionales y fue presidente de la Sociedad Psicoanalista de Chicago desde 1958 hasta 1959.
En su cumpleaños número 80, la Therese Benedek Research Foundation (Fundación de Investigación Therese Benedek) fue establecida en su honor.

## Vida personal
En 1919 se casó con Tibor Benedek, un dermatólogo e investigador. Therese junto con su esposo, húngaros protestantes, asistieron a la iglesia regularmente. Tuvieron una hija y un hijo.
Murió de un ataque al corazón el 27 de octubre de 1977 en Chicago, Illinois, a la edad de 84 años. Su esposo falleció 3 años antes.
Sus obras se encuentran en el Instituto de Chicago de Psicoanálisis.